# Eycheil
Eycheil – miejscowość i gmina we Francji, w regionie Oksytania, w departamencie Ariège.
Według danych na rok 1990 gminę zamieszkiwały 543 osoby, a gęstość zaludnienia wynosiła 114 osób/km² (wśród 3020 gmin regionu Midi-Pyrénées, Eycheil plasuje się na 559. miejscu pod względem liczby ludności, natomiast pod względem powierzchni na miejscu 1507.).